# Dominique Hudson
Vous pouvez aider à l'améliorer ou bien discuter des problèmes sur sa page de discussion.
- Il ne cite pas suffisamment ses sources. Vous pouvez indiquer les passages à sourcer avec {{référence nécessaire}} ou {{Référence souhaitée}}, et inclure les références utiles en les liant aux notes de bas de page. (Marqué depuis février 2020)
- Il n’est pas rédigé dans un style encyclopédique. (Marqué depuis février 2020)

- Archive Wikiwix
- Bing
- Cairn
- DuckDuckGo
- E. Universalis
- Gallica
- Google
- G. Books
- G. News
- G. Scholar
- Persée
- Qwant
- (zh) Baidu
- (ru) Yandex
- (wd) trouver des œuvres sur Wikidata

 (novembre 2023).
Il peut être nécessaire de l'améliorer pour respecter le principe de neutralité de point de vue. Veuillez consulter la page de discussion pour plus de détails.

 (novembre 2023).
Dominique Hudson (26 juin 1976 - ) est un auteur-compositeur-interprète québécois.

## Biographie
Dominique Hudson plaque ses premiers accords sur une guitare et écrit ses premières chansons à l’âge de 15 ans. Après avoir passé son enfance dans la musique comme DJ de la disco-mobile familiale, il fait ses classes en écumant les bars avant de prendre le large en 2001 sur les eaux des Caraïbes, où il chante devant un public international. À son retour, l’année suivante, il décide de tenter sa chance dans l’univers de la musique au Québec.
Dominique Hudson lance un premier album homonyme en 2009, qui réunit des chan- sons pop. En parallèle, Félix Gray lui propose le rôle d’Aladin dans le spectacle musical Sherazade, les mille et une nuits. C’est l’occasion pour lui de travailler avec le metteur en scène Yves Desgagnés et le réalisateur d’album Guy St-Onge, une expérience fort enrichissante. Dominique Hudson se produit sur les plus grandes scènes du Québec et de la France, où le spectacle est resté plus d’un mois à l’affiche des Folies Bergère à Paris en 2011.
Passionné par les rythmes ensoleillés et la musique latine, il lance en 2012 le premier volet de trois de Danza, un projet qui propose une fusion entre son univers pop et sa passion pour les rythmes du sud. D’un volet à l’autre, les sons sont davantage recherchés alors que la musique s’approche de plus en plus de la vision de l’artiste. Les chansons de Dominique Hudson ont tôt fait de séduire un public sans cesse grandissant et de se tailler une place de choix dans les palmarès radio du Québec. En 2019, il lance une réjouissante compilation, Última Danza, qui regroupe les titres phares de la série ainsi qu'une chanson inédite CUATRO.
En octobre 2020, Dominique Hudson présente Casa de la Danza, un premier roman inspiré de son univers musical qui se déroule à Cuba, au temps des cabarets, dans les années 1960 et 1970.

## Discographie
- 2008 : Sherazade : Les mille et une nuits, Shérazade
- 2009 : Dominique Hudson, Isba Music
- 2012 : Danza, Musicor
- 2014 : Danza 2, Véga Musique
- 2014 : On a tous quelque chose de Sweet People, MP3
- 2016 : Danza 3, Productions Delaniche
- 2019 : Última Danza, Productions Delaniche
- 2022 : Hola, Sphère Musique

### Sherazade: Les mille et une nuits
Cet album de 14 titres dont Félix Gray signe paroles et musiques et Guy St-Onge les arrangements.
La comédie musicale Shéhérazade : Les Mille et Une Nuits, a été présentée sur les grandes scènes du Québec, et de France. Dominique Hudson interprète Aladin dans la comédie musicale de Félix Gray de 2009 à 2011 avec une mise en scène de Yves Desgagnés. Sur scène, il joue aux côtés de Philippe Berghella, Rita Tabbakh, Cassiopée, Élisa Landry, Caroline Marcoux, Franck Julien et Stéphan Côté. La production se terminera au mois de décembre 2011 aux Folies Bergère à Paris.
Pistes de l’album
1. Ce qui ne nous tue pas - Philippe Berghella, Rita Tabbakh
2. Imagine - Rita Tabbakh
3. Jasmina - Dominique Hudson
4. Le parfum de ta peau - Dominique Hudson, Caroline Marcoux
5. La danse des sept voiles - Rita Tabbakh
6. Djinninia la sorcière - Cassiopée
7. Harem - Élisa Landry
8. Les lumières de l'orient - Philippe Berghella, Rita Tabbakh
9. Quand on attend l'amour - Philippe Berghella, Rita Tabbakh
10. J'ai mal - Caroline Marcoux
11. Être une femme - Rita Tabbakh, Caroline Marcous, Cassiopée, Élisa Landry
12. Vive la mariée - Tous
13. Dors - Stéphan Coté
14. Pour qu'elle revienne - Philippe Berghella

### Dominique Hudson(album éponyme)
Le 29 septembre 2009, Dominique Hudson fait paraître son premier album éponyme chez Isba Music.
Piste de l’album
1. Ouvre les yeux
2. Peine perdue
3. Toute la vie
4. S'il est vrai
5. Loin de toi
6. Cette histoire
7. J'ai oublié de t'oublier
8. Oser y croire
9. Voici les hommes
10. Vivre
11. Je ferme les yeux

### Danza
Parution de l’album Danza le 14 août 2012 aux rythmes latino-cubains. Cet album est composé de 6 reprises de la chanson française et de 4 pistes originales. La chanson Quand je vois tes yeux, une reprise du chanteur français Dany Brillant s’est retrouvée en 7e position du Top 100 BDS en novembre 2012. Quand je vois tes yeux était également la chanson thème de la télé-réalité québécoise Occupation Double.
Piste de l’album
1. Quand je vois tes yeux
2. Il tape sur les bambous
3. Ta femme
4. J'te veux encore
5. Adventura
6. Hey Lolita
7. L'écho de ta peau
8. L'amour est sans raison
9. Je t'attendais
10. Danza

### Danza 2
Le 2e opus de sa série Danza est paru le 17 juin 2014. Sa reprise de la chanson Les Sunlights des tropiques de Gilbert Montagné est rapidement devenue l'une des chansons de l'été 2014 chez les radiodiffuseurs du Québec.
Piste de l’album
1. Intro
2. Comme avant
3. Fiesta
4. Cara a cara
5. Comme d'habitude
6. Dans un café
7. Les sunlights des tropiques
8. On bouge
9. Pour un flirt
10. Laisse-moi t’aimer
11. La première fois
12. Hasta Luego
13. Extra Danza

### Danza 3
Sortie le 4  novembre 2016  . 
Piste de l’album
1. Allez Allez
2. Alicia
3. Habana Baila
4. Au soleil en hiver
5. Du sable et de l'eau
6. L'écho de ta peau
7. Et si
8. Je compte les heures
9. Demain et maintenant
10. Né pour la salsa
11. On part au soleil

### On a tous quelque chose de Sweet People
Dominique Hudson interprète Maria Dolores sur l’album hommage à Alain Morisod et le groupe Sweet People : On a tous quelque chose de Sweet People, sous l’étiquette MP3 et du producteur Mario Pelchat.
Le 11 février 2015, l’album obtient une certification Or, pour la vente de plus de 40 000 copies sur le territoire canadien.
Piste de l’album
1. Combien faut-il de temps - Paul Daraîche
2. River Blue - Laurence Jalbert
3. Je t’attendrai my love - Maxime Landry
4. Et j’ai le mal de toi - Christian-Marc Gendron & Manon Séguin
5. Les violons d’Acadie - Jean-François Breau
6. Ce n’est qu’un rêve – Ima
7. La cabane à danser - Patrick Norman
8. Au revoir - Cindy Daniel
9. Chansons d’amour - Renée Martel
10. Une chanson italienne - Marco Calliari
11. Les fiancés du lac de Côme - Florence K
12. Maria Dolorès - Dominique Hudson
13. Neige - Émilie Claire Barlow
14. Voilà pourquoi on chante des chansons – Tous